# Direitos humanos na Turquia

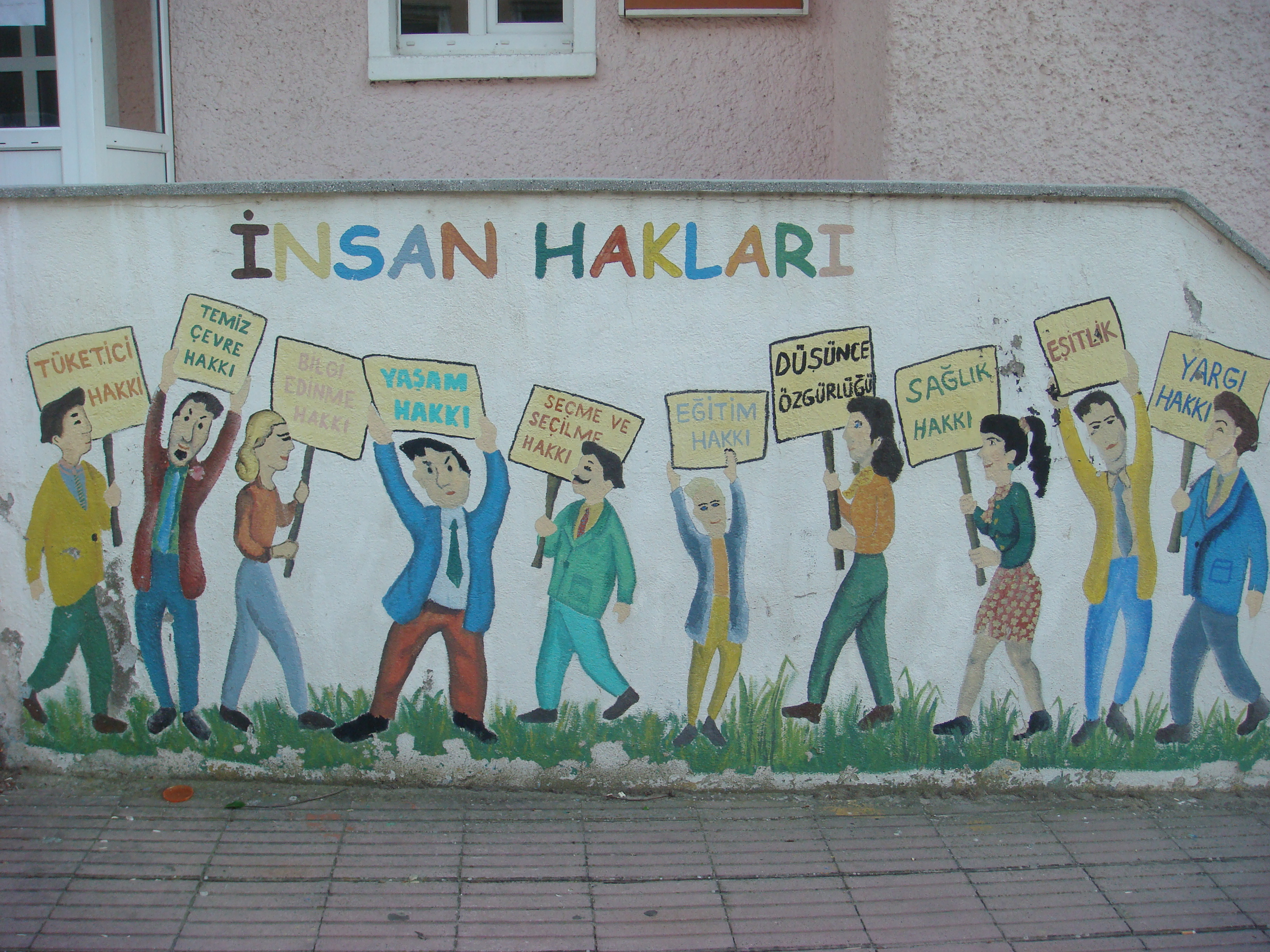
Mural na Turquia representando direitos humanos. Os direitos listados são: o direito dos consumidores, o direito a um ambiente limpo, o direito de obter informação, o direito à vida, o direito ao voto, direito à educação, liberdade de pensamento, direito à saúde, à igualdade, à ação de habeas corpus.

Os Direitos Humanos na Turquia são protegidos por uma variedade de tratados internacionais, que tem precedência sobre a legislação nacional de acordo com o Artigo 90 de 1982 da Constituição Turca. A questão dos direitos humanos é da mais alta importância para as negociações que impedem a Turquia de entrar para a União Europeia (UE). Problemas de desrespeito aos direitos humanos na Turquia incluem a difícil situação dos curdos, o debate em curso no país sobre o direito à vida e a liberdade de expressão, bem como as liberdades de religião, de reunião e de associação. Estes problemas agravaram-se após a tentativa de golpe de estado de Julho de 2016.
A Declaração Universal dos Direitos Humanos foi assinada pela Turquia em 1949. A Convenção Europeia de Direitos Humanos (1954) coloca a Turquia sob a jurisdição do Tribunal Europeu dos Direitos do homem (TEDH). Em 1990, reconheceu a jurisdição obrigatória da Corte Europeia de Direitos Humanos, ao acolher o Artigo 46 da CEDH. O Pacto Internacional sobre Direitos Civis e Políticos só foi assinado pela Turquia no ano de 2000.

## Liberdade de religião
Embora sua população seja predominantemente muçulmana, a Turquia é, em sua constituição, um país secular. Os dois principais grupos islâmicos na Turquia são os sunitas e alevitas, um ramo do Islã Xiita. Na Turquia, os alevitas são uma minoria, estimados em cerca de 17% da população muçulmana.
O ensino religioso é obrigatório no ensino primário e secundário (Artigo 24 da Constituição). A teologia sunita é ensinada com mais enfoque nestas aulas. O governo supervisiona as instalações religiosas muçulmanas e a educação através da Direção de Assuntos Religiosos, que está sob a autoridade do primeiro-ministro. O Diretório regula o funcionamento no país de 77 777 mesquitas registradas.
Os números exatos sobre a população não islâmica na Turquia não estão disponíveis. Algumas fontes estimam que a população cristã é entre três e cinco por cento. Suas comunidades estão centradas em Istambul, onde há armênios e gregos que praticam o Cristianismo Ortodoxo; no sudeste da Turquia há outros grupos, como siríacos e yazidis. Outras comunidades, tais como as Testemunhas de Jeová, existem. De acordo com o Tratado de Lausanne, apenas os armênios, gregos e comunidades judaicas são reconhecidos como minorias.

## Liberdade de expressão
Os artigos 27 e 28 da Constituição da Turquia garantem, respectivamente, a "liberdade de expressão" e a 'liberdade de divulgação do pensamento". O artigo 27 afirma ainda que "o direito de divulgar não será exercido se tiver o propósito de alterar as disposições dos artigos 1, 2 e 3 da Constituição, que referem-se a natureza unitária, laica, democrática e republicana do Estado turco.

## Direitos étnicos
Embora a Turquia seja um país de grande diversidade étnica, linguística e religiosa, (há grupos como turcos, curdos e armênios, alevis, yazidis, assírios, yazidis, caferis, gregos, caucasianos e judeus)  a história do Estado conta com severas repressões a grupos minoritários em nome do nacionalismo.

### Povo curdo
Em Março de 2017, as Nações Unidas acusaranm o governo turco de "destrução massiva, assassínios e outras numerosas e sérias violações de direitos humanos" contra a minoria étnica curda.
| Partido                                   | Ano banido |
| ----------------------------------------- | ---------- |
| Partido Trabalhista do Povo (HEP)         | 1993       |
| Partido da Liberdade e Democracia (ÖZDEP) | 1993       |
| Partido Democrático (DEP)                 | 1994       |
| Partido Democrático do Povo (HADEP)       | 2003       |
| Partido da Sociedade democrática (DTP)    | 2009       |

Devido à grande população de curdos, os sucessivos governos têm visto a expressão de uma identidade curda como uma ameaça em potencial à unidade da Turquia, sensação que tem sido agravada desde a rebelião armada iniciada pelo Partido dos Trabalhadores do Curdistão (PKK), em 1984. Uma das maiores acusações de assimilação cultural feita pelo Estado turco tem como base o histórico de supressão da língua curda, como o s diversos casos em que jornais curdos foram fechados sob vários pretextos legais. Após o golpe militar de 1980, o idioma curdo foi oficialmente proibido dentro de instituições governamentais. O alfabeto curdo não é reconhecido na Turquia.

## Outras discriminações

### Mulheres
Na década de 1930, a Turquia tornou-se um dos primeiros países do mundo a dar plenos direitos políticos para as mulheres, incluindo o direito de eleger e ser eleita em todo o país.
O artigo 10 da Constituição turca proíbe qualquer discriminação em razão de sexo. Uma mulher, Tansu Çiller, foi inclusive eleita primeira-ministra turca em 1995.  Entretanto, nas últimas eleições só 5% dos eleitos para o cargo de prefeito eram mulheres e em toda a Turquia há apenas uma governadora (entre 81) eleita.
No entanto, no Leste e Sudeste da Anatólia, atitudes machistas prevalecem entre as populações de curdos e árabes: as mulheres ainda enfrentam violência doméstica, casamentos forçados e os chamados crimes de honra. Para combater isso, o governo e várias outras fundações estão envolvidos em campanhas de educação no Sudeste da Anatólia, visando melhorar a alfabetização e os níveis de educação das mulheres da região.